# Subantarctia dugdalei
Subantarctia dugdalei là một loài nhện trong họ Orsolobidae.
Loài này thuộc chi Subantarctia. Subantarctia dugdalei được Raymond Robert Forster miêu tả năm 1956.